# Armiraj
Armiraj – wieś położona w północnej części Albanii w gminie Qafë-Mali.

## Demografia
Według spisu ludności z 1989 roku we wsi Armiraj mieszkało 306 mieszkańców.